# Hummelstown
Hummelstown és una població dels Estats Units a l'estat de Pennsilvània. Segons el cens del 2000 tenia 4.360 habitants.

## Demografia
Segons el cens del 2000, Hummelstown tenia 4.360 habitants, 1.879 habitatges, i 1.200 famílies. La densitat de població era de 1.247 habitants per quilòmetre quadrat.
Dels 1.879 habitatges en un 29,3% hi vivien nens de menys de 18 anys, en un 49,1% hi vivien parelles casades, en un 10,5% dones solteres, i en un 36,1% no eren unitats familiars. En el 31,5% dels habitatges hi vivien persones soles el 12,3% de les quals corresponia a persones de 65 anys o més que vivien soles. El nombre mitjà de persones vivint en cada habitatge era de 2,32 i el nombre mitjà de persones que vivien en cada família era de 2,91.
Per edats la població es repartia de la següent manera: un 23,6% tenia menys de 18 anys, un 7,4% entre 18 i 24, un 32% entre 25 i 44, un 21,1% de 45 a 60 i un 15,9% 65 anys o més.
L'edat mediana era de 38 anys. Per cada 100 dones de 18 o més anys hi havia 93,4 homes.
La renda mediana per habitatge era de 41.625 $ i la renda mediana per família de 50.572 $. Els homes tenien una renda mediana de 36.500 $ mentre que les dones 27.547 $. La renda per capita de la població era de 21.394 $. Entorn del 4,2% de les famílies i el 6,7% de la població estaven per davall del llindar de pobresa.

## Poblacions més properes
El següent diagrama mostra les poblacions més properes.